# Zbigniew Rudyk
Zbigniew Rudyk (ur. 20 września 1964 w Oławie) – polski kolarz szosowy.

## Życiorys
Był zawodnikiem Moto Jelcz Oława (1979-1994), Victorii Rybnik (1995) i Romaru Rybnik (1996).
W swojej karierze zwyciężył w wyścigach Szlakiem Bursztynowym (1989), Szlakiem Grodów Piastowskich (1989, ponadto w 1991 i 1995 zajął w tym wyścigu 2. miejsce, w 1996 3. miejsce), Szlakiem Wyzwolenia (1990). Ponadto w 1990 zajął 3. miejsce w Wyścigu Solidarności i Olimpijczyków, w 1992 3. miejsce w wyścigu Ślężański Mnich.
Jego synami są kolarze, Mateusz Rudyk i Bartosz Rudyk.